# Није да није
Није да није је десети албум Стоје. Издат је 2013. године. Издавачка кућа је BN Music, а продуценти Славко Стефановић Славкони и Злаја Тимотић.

## Песме
1. Хоћу песму, хоћу лом
2. Каква сам таква сам
3. Није да није
4. Паре, паре
5. Робија
6. Сад ја тебе нећу
7. Шуки, шуки
8. Згази, уби